# The Unfortunate Policeman
The Unfortunate Policeman est un film muet britannique sorti en 1905.

## Synopsis
Un policier poursuit un jeune peintre qui lui a versé un pot de peinture sur la tête. Au cours de cette poursuite, il renverse plusieurs personnes qui se mettent à le poursuivre à son tour.

## Fiche technique
- Titre original : The Unfortunate Policeman
- Production Robert W. Paul
- Pays de production : Grande-Bretagne
- Format : Noir et blanc
- Genre : Comédie
- Durée : 4 minutes
- Date de sortie : 
  - Royaume-Uni : 1905